# 한제이 천황
한제이 천황(일본어: 反正天皇, 336년? ~ 410년 2월 12일)은 제18대 일본 천황(재위 : 406년 2월 3일 ~ 410년 2월 12일)이다. 일본식 시호는 다지히노미즈하와케노미코토(多遅比瑞歯別尊, 水歯別命). 닌토쿠 천황의 제 3황자이다. 어머니는 가쓰라기노 소쓰히코의 딸 이와노히메노미코토이다. 리추 천황의 친동생이며 인교 천황의 친형에 해당한다.

## 생애
아와지궁에서 태어났고 용모가 아름다웠다. 선천적으로 예쁜 치아를 가지고 있어 미즈하와케(瑞歯別)라는 이름이 있었다고 한다.
아버지 닌토쿠 천황이 사망한 후 반란을 일으킨 친형 스미요시에나카 황자를 주살하였다. 리추 천황 2년(401년)에 황태자가 되었다. 405년에 리추 천황이 사망하면서 이듬해(406년) 1월에 즉위하였다. 재위 5년 간은 별다른 일이 없었다. 410년 1월에 사망하였다.

## 가족 관계
- 아버지 : 일본 제16대 닌토쿠 천황(仁徳天皇, 257~399)
- 어머니 : 이와노히메노미코토(磐之媛命)
  - 황부인 : 쓰노히메(津野媛) - 왕비 오토히메의 언니
    - 딸 : 카이히메노히메미코(香火姫皇女)
    - 딸 : 쓰부라노히메미코(円皇女)

  - 왕비 : 오토히메(弟媛) - 황부인 쓰노히메의 여동생
    - 딸 : 다카라노히메미코(財皇女)
    - 장남 : 다카베노미코(高部皇子)

## 같이 보기
- 일본 천황
- 왜5왕

| 전 임 리추 천황 | 제18대 일본 천황 406년 2월 3일 ~ 410년 2월 12일 | 후 임 인교 천황 |